# バリー・ダグラス (サッカー選手)
バリー・ジェームズ・ダグラス（Barry James Douglas , 1989年9月4日 - ）は、スコットランド・グラスゴー出身のサッカー選手。エクストラクラサ・レフ・ポズナン所属。ポジションはDF。

## クラブ経歴
リヴィングストンFCのユースチームを経て、2008年にダンディー・ユナイテッドFCでプロデビュー。同年8月24日のストランラーFC戦でプロ初出場。2009-2010シーズンはDF登録ながらチームトップの8ゴールを決めた。
2010年6月30日、ダンディー・ユナイテッドFCと3年契約を締結。3年間で61試合4ゴールを記録。
2013年5月28日、ポーランド・エクストラクラサのレフ・ポズナンと3年契約を締結。移籍2年目の2014-15シーズンはリーグ優勝とポーランドスーパーカップで優勝し、二冠王を達成した、
2016年1月、トルコ・スュペル・リグのコンヤスポルに移籍。2016-17シーズンは国内カップ戦テュルキエ・クパスで優勝を経験。
2017年7月1日、ウルヴァーハンプトン・ワンダラーズFCと2年契約を締結。加入後即先発で起用され、EFLチャンピオンシップ (2部リーグ)で39試合5ゴールを記録。チームは2017-18シーズンで優勝し、プレミアリーグ復帰に貢献した。
2018年7月24日、リーズ・ユナイテッドFCと3年契約を締結。加入1年目はEFLチャンピオンシップで3位に入るも、昇格プレーオフで敗退。しかし、翌2019-20シーズンは優勝し、2003-04シーズン以来のプレミアリーグ復帰に貢献。前所属のウルブズに次ぐトップリーグ昇格を経験した。
2021年7月2日、2013-14シーズンから2シーズン半過ごした古巣レフ・ポズナンに復帰し、2年契約を結んだ。

## スコットランド代表
2018年3月27日のハンガリー戦で、スコットランド代表デビューを果たした。